# 第14回全日本女子サッカー選手権大会
第14回全日本女子サッカー選手権大会（だい14かいぜんにほんじょしさっかーせんしゅけんたいかい）は、1993年3月23日から3月28日に行われた全日本女子選手権大会。日本女子サッカーリーグ(JLSL)参加10チームを含む20チームにより神奈川県2会場、東京都3会場で実施。準決勝と決勝を国立西が丘サッカー場で開催した。
すべての試合が80分（40分ハーフ）となったこの大会では、ともにPK戦までもつれた準決勝を勝ち抜いた日興證券ドリームレディースと読売日本サッカークラブ女子ベレーザ（←読売サッカークラブ女子・ベレーザ）との対戦となった決勝戦は1-0で日興證券が2回目の優勝。3位は鈴与清水FCラブリーレディースとプリマハムFCくノ一であった。

## 成績
- 優勝：日興證券ドリームレディース
- 準優勝：読売サッカークラブ女子・ベレーザ
- 第3位：鈴与清水FCラブリーレディース、プリマハムFCくノ一

## 出場チーム

### 日本女子サッカーリーグ
（第4回JLSL成績順）
- 読売日本サッカークラブ女子ベレーザ（←読売サッカークラブ女子・ベレーザ）
- 鈴与清水FCラブリーレディース
- 日興證券ドリームレディース
- 松下電器レディースサッカークラブ・バンビーナ
- プリマハムFCくノ一
- 旭国際バニーズ
- 日産FCレディース
- フジタ天台SCマーキュリー
- 新光精工FCクレール
- 田崎神戸レディース

### 北海道地域
- 札幌リンダ

### 東北地域
- 石巻市立女子商業高等学校

### 関東地域
- 日本体育大学

### 北信越地域
- 富山レディース

### 東海地域
- シロキFCセレーナ
- 岐阜女子FC

### 関西地域
- 高槻女子フットボールクラブ

### 中国地域
- FC世羅・府中わがまま小町

### 四国地域
- 太田ギャル

### 九州地域
- 熊本県立大津高等学校

## 開催方式

### 試合規定
- 試合時間:80分（40分ハーフ）
  - 規定時間内に決しない場合はPK戦。ただし準決勝以後は20分（10分ハーフ）の延長戦を行い、決しない場合はPK戦。
- 選手交代:2名まで

### 試合会場
1回戦
- 町田市立野津田公園陸上競技場
- 厚木市荻野運動公園競技場

2回戦
- 町田市立野津田公園陸上競技場
- 稲城中央公園総合グラウンド
- 海老名運動公園陸上競技場
- 厚木市荻野運動公園競技場

準々決勝
- 稲城中央公園総合グラウンド
- 厚木市荻野運動公園競技場

準決勝・決勝
- 国立西が丘サッカー場

## 結果

### 1回戦
| 1993年3月23日 14:00 |

| 岐阜女子FC | 0 - 4 | 田崎神戸レディース |
|            |       |                    |

| 町田市立野津田公園陸上競技場 |

| 1993年3月23日 12:00 |

| FC世羅・府中わがまま小町 | 1 - 3 | 富山レディース |
|                          |       |                |

| 町田市立野津田公園陸上競技場 |

| 1993年3月23日 12:00 |

| 熊本県立大津高等学校 | 2 - 3 | 札幌リンダ |
|                      |       |            |

| 厚木市荻野運動公園競技場 |

| 1993年3月23日 14:00 |

| 新光精工FCクレール | 10 - 0 | 太田ギャル |
|                    |        |            |

| 厚木市荻野運動公園競技場 |

### 2回戦
| 1993年3月24日 14:00 |

| 読売日本サッカークラブ女子ベレーザ | 3 - 0 | 田崎神戸レディース |
|                                    |       |                    |

| 町田市立野津田公園陸上競技場 |

| 1993年3月24日 14:00 |

| 石巻市立女子商業高等学校 | 0 - 2 | フジタ天台SCマーキュリー |
|                          |       |                          |

| 稲城中央公園総合グラウンド |

| 1993年3月24日 12:00 |

| プリマハムFCくノ一 | 5 - 0 | 日本体育大学 |
|                    |       |              |

| 稲城中央公園総合グラウンド |

| 1993年3月24日 12:00 |

| 富山レディース | 0 - 8 | 松下電器レディースサッカークラブ バンビーナ |
|                |       |                                             |

| 町田市立野津田公園陸上競技場 |

| 1993年3月24日 12:00 |

| 日興證券ドリームレディース | 11 - 0 | 札幌リンダ |
|                            |        |            |

| 海老名運動公園陸上競技場 |

| 1993年3月24日 12:00 |

| シロキFCセレーナ | 0 - 3 | 旭国際バニーズ |
|                  |       |                |

| 厚木市荻野運動公園競技場 |

| 1993年3月24日 14:00 |

| 日産FCレディース | 4 - 0 | 高槻女子フットボールクラブ |
|                  |       |                            |

| 厚木市荻野運動公園競技場 |

| 1993年3月24日 14:00 |

| 新光精工FCクレール | 0 - 1 | 鈴与清水FCラブリーレディース |
|                    |       |                              |

| 海老名運動公園陸上競技場 |

### 準々決勝
| 1993年3月25日 14:00 |

| 読売日本サッカークラブ女子ベレーザ | 2 - 1 | フジタ天台SCマーキュリー |
|                                    |       |                          |

| 稲城中央公園総合グラウンド |

| 1993年3月25日 12:00 |

| プリマハムFCくノ一 | 1 - 1 | 松下電器レディースサッカークラブ バンビーナ |
|                    |       |                                             |
|                    | PK戦  |                                             |
|                    | 6 - 5 |                                             |

| 稲城中央公園総合グラウンド |

| 1993年3月25日 12:00 |

| 日興證券ドリームレディース | 7 - 0 | 旭国際バニーズ |
|                            |       |                |

| 厚木市荻野運動公園競技場 |

| 1993年3月25日 14:00 |

| 日産FCレディース | 0 - 1 | 鈴与清水FCラブリーレディース |
|                  |       |                              |

| 厚木市荻野運動公園競技場 |

### 準決勝
| 1993年3月27日 15:00 |

| 読売日本サッカークラブ女子ベレーザ | 1 - 1 (延長) | プリマハムFCくノ一 |
|                                    |              |                    |
|                                    | PK戦         |                    |
|                                    | 4 - 3        |                    |

| 国立西が丘サッカー場 |

| 1993年3月27日 13:00 |

| 日興證券ドリームレディース | 3 - 3 (延長) | 鈴与清水FCラブリーレディース |
|                            |              |                              |
|                            | PK戦         |                              |
|                            | 5 - 3        |                              |

| 国立西が丘サッカー場 |

### 決勝
| 1993年3月28日 14:00 |

| 読売日本サッカークラブ女子ベレーザ | 0 - 1 | 日興證券ドリームレディース |
|                                    |       |                            |

| 国立西が丘サッカー場 |